# Lambana lebana
Lambana lebana är en fjärilsart som beskrevs av William Schaus 1911. Lambana lebana ingår i släktet Lambana och familjen nattflyn. Inga underarter finns listade i Catalogue of Life.